# Пето (приток Елети)
Пето (в верхнем течении — Болотная) — река в России, протекает по Лоухскому району Карелии.
Исток — озеро Каменное. Высота истока — 132,2 м над уровнем моря. Протекает через озёра Сухое, Болотное и Нижнее Васкозеро, в котором принимает левый приток из Верхнего Васкозера и ниже которого называется Пето.
Устье реки находится в 6,6 км от устья Елети по левому берегу. Высота устья — 82 м над уровнем моря. Длина реки составляет 28 км, площадь водосборного бассейна — 169 км².

## Данные водного реестра
По данным государственного водного реестра России относится к Баренцево-Беломорскому бассейновому округу, водохозяйственный участок реки — реки бассейна Белого моря от западной границы бассейна реки Нива до северной границы бассейна реки Кемь, без реки Ковда. Речной бассейн реки — бассейны рек Кольского полуострова и Карелии, впадает в Белое море.
Код объекта в государственном водном реестре — 02020000712102000001790.